# Divize D 1985/1986
V soubojích 21. ročníku Moravskoslezské divize D 1985/86 (jedna ze skupin 4. fotbalové ligy) se utkalo 16 týmů každý s každým dvoukolovým systémem podzim–jaro. Tento ročník začal v srpnu 1985 a skončil v červnu 1986.

## Nové týmy v sezoně 1985/86
- Ze III. ligy – sk. B 1984/85 sestoupila do Divize D mužstva TJ Slezan Frýdek-Místek a TJ Spartak EP Hlinsko.
- Z Jihomoravského krajského přeboru 1984/85 postoupilo mužstvo TJ Modeta Jihlava (vítěz skupiny A, který uspěl v kvalifikaci o postup do divize proti vítězi skupiny B, jímž bylo mužstvo TJ Spartak Hulín).[1][2]
- Ze Severomoravského krajského přeboru 1984/85 postoupilo mužstvo TJ Slavoj Bruntál (vítěz skupiny B, který uspěl v kvalifikaci o postup do divize proti vítězi skupiny A).

## Konečná tabulka
Zdroj: 
| Poř. | Tým                         | Z  | V  | R  | P  | VG | OG | B  |
| ---- | --------------------------- | -- | -- | -- | -- | -- | -- | -- |
| 1.   | TJ US Uničov                | 30 | 18 | 9  | 3  | 54 | 24 | 45 |
| 2.   | TJ Sigma ZTS Olomouc „B“    | 30 | 17 | 5  | 8  | 44 | 32 | 39 |
| 3.   | TJ Baník 1. máj Karviná     | 30 | 15 | 8  | 7  | 49 | 33 | 38 |
| 4.   | TJ NHKG Ostrava             | 30 | 14 | 9  | 7  | 62 | 37 | 37 |
| 5.   | TJ Spartak ČKD Blansko      | 30 | 11 | 10 | 9  | 33 | 31 | 32 |
| 6.   | TJ Baník Horní Suchá        | 30 | 9  | 11 | 10 | 36 | 34 | 29 |
| 7.   | TJ Slavoj Bruntál (N)       | 30 | 10 | 8  | 12 | 46 | 42 | 28 |
| 8.   | TJ Modeta Jihlava (N)       | 30 | 10 | 8  | 12 | 37 | 34 | 28 |
| 9.   | TJ Baník ČSA Karviná        | 30 | 11 | 6  | 13 | 33 | 48 | 28 |
| 10.  | TJ Sigma Hranice            | 30 | 10 | 7  | 13 | 29 | 32 | 27 |
| 11.  | TJ Tatran PKZ Poštorná      | 30 | 10 | 7  | 13 | 29 | 36 | 27 |
| 12.  | TJ Spartak EP Hlinsko (S)   | 30 | 12 | 3  | 15 | 45 | 54 | 27 |
| 13.  | TJ Slezan Frýdek-Místek (S) | 30 | 11 | 4  | 15 | 39 | 51 | 26 |
| 14.  | TJ Jiskra Kyjov             | 30 | 9  | 7  | 14 | 37 | 47 | 25 |
| 15.  | TJ TŽ Třinec „B“            | 30 | 9  | 6  | 15 | 32 | 49 | 24 |
| 16.  | TJ Zetor Brno               | 30 | 5  | 10 | 15 | 26 | 47 | 20 |

Poznámky:
- Z = Odehrané zápasy; V = Vítězství; R = Remízy; P = Prohry; VG = Vstřelené góly; OG = Obdržené góly; B = Body; (S) = Mužstvo sestoupivší z vyšší soutěže; (N) = Mužstvo postoupivší z nižší soutěže (nováček)

|  | Postup do III. ligy – sk. B 1986/87                  |
|  | Sestup do Jihomoravského krajského přeboru 1986/87   |
|  | Sestup do Severomoravského krajského přeboru 1986/87 |